# Oliver Wakeman
Oliver Wakeman (26. února 1972) je klávesista a první syn Ricka Wakemana. Spolupracoval s Clive Nolanem ze skupin Arena a Pendragon na třech progressive rockových koncepčních albech Jabberwocky, Hound of the Baskervilles a Dark Fables.
Oliver též spolupracoval se Steve Howem, otcovým spoluhráčem ze skupiny Yes. Howe pracoval na Oliverově sólovém albu The 3 Ages of Magick, zatímco Oliver se objevil na Howeově sólovém albu z roku 2005 Spectrum a pomáhal Howeovi s nahrávkou "Australia" pro US verzi kolekce Yes The Ultimate Yes.
Oliver se zúčastnil turné s Bobem Catleyem, zpěvákem kapely Magnum a jako jeden z hostujících muzikantů na albu The Human Equation (2004) projektu Arjena Lucassena Ayreon. Nahradil klávesistu Herba Schildta z americké progressive rockové skupiny Starcastle na RoSfest (Rites of Sprinf Festival) v roce 2007.
V roce 2008 bylo na oficiální webové stránce skupiny Yes oznámeno, že by se Oliver Wakeman mohl zúčastnit turné Yes ke 40. výročí skupiny. Toto turné však bylo odloženo kvůli nemoci zpěváka Jona Andersona. V nové sestavě s Oliverem Wakemanem a Benoîtem Davidem místo Andersona absolvovali Yes koncerty v letech 2009 a 2010. Na posledním albu Yes Fly from Here se Wakeman podílel již pouze jako studiový hráč.
V roce 2009 se Oliver připojil ke skupině Strawbs (další otcově bývalé skupině) na jejich turné po Kanadě, Velké Británii a Itálii.
Diskografie:
1997 Heaven´s Isle
1999 Nolan & Wakeman: Jabberwocky
2001 The 3 Ages of Magick
2001 Chakras
2002 Nolan & Wakeman: The Hound of the Baskervilles
2003 Purification By Sound
2005 Motherś Ruin
2021 Nolan & Wakeman: Dark Fables
2024 Anam Cara